# Peramuridae
De Peramuridae zijn een familie van uitgestorven zoogdieren die leefden in het Laat-Jura en het Vroeg-Krijt. Ze worden beschouwd als geavanceerde Cladotheria die nauw verwant zijn aan de Theria als onderdeel van de Zatheria.